# Clinton Walker
Clinton Walker (n. 1957, Bendigo⁠(d), Victoria, Australia) este un istoric și scriitor australian. Este cunoscut și pentru activitatea sa în domeniul muzicii.